# Монтеферо (Анкона)
Монтеферо је насеље у Италији у округу Анкона, региону Марке.
Према процени из 2011. у насељу је живело 239 становника. Насеље се налази на надморској висини од 178 м.